# Юртинская (деревня)
Юртинская — деревня в Харовском районе Вологодской области на реке Кумжа.
Входит в состав Шапшинского сельского поселения, с точки зрения административно-территориального деления — в Шапшинский сельсовет.
Расстояние по автодороге до районного центра Харовска — 38 км, до центра муниципального образования Шапши — 4 км. Ближайшие населённые пункты — Кобылкино, Митинская, Заречная, Пиляиха, Пожарище.
По переписи 2002 года население — 5 человек.